# Łukasz Wybieralski
Łukasz Wybieralski (ur. 27 kwietnia 1975 w Poznaniu) – polski hokeista na trawie, olimpijczyk z Sydney 2000. Brat olimpijczyka Krzysztofa, syn Józefa Wybieralskiego i bratanek Jerzego Wybieralskiego.

## Kariera
Zawodnik grający na pozycji napastnika. Reprezentuje klub Pocztowiec Poznań. Halowy mistrz Polski z roku 2001.
W reprezentacji Polski rozegrał 149 meczów zdobywając w nich 27. bramki.
W 1996 zdobył z młodzieżową reprezentacją Polski tytuł halowego mistrza Europy.
Uczestnik mistrzostw Europy na otwartym stadionie w Padwie (1999), gdzie Polska zajęła 9. miejsce.
Uczestnik mistrzostw świata w Kuala Lumpur (2002), gdzie Polska zajęła 15. miejsce.
Na igrzyskach w Sydney był członkiem polskiej drużyny, która zajęła 12. miejsce.
W 2006 roku wywalczył srebrny medal halowych mistrzostw Europy seniorów.
Zdobył również dwa srebrne medale podczas halowych mistrzostwa świata w 2007 roku w Wiedniu oraz w 2011 roku w Poznaniu.

## Odznaczenie
- Złoty Krzyż Zasługi (2007)[8][9]